# 秋山武右衛門 (2代目)
二代目秋山武右衛門（2代目あきやま ぶえもん、生没年不詳）とは明治時代後期から昭和時代にかけての東京の地本問屋。滑稽堂の二代目。

## 来歴
滑稽堂と号す。東京府日本橋区室町3丁目で地本問屋を営業していた秋山武右衛門の2代目。初代が没した明治33年（1900年）以降、その跡を継いでいる。久保田米僊の木版画集、右田年英、池田輝方、池田蕉園、水野年方、鰭崎英朋らの錦絵などを出版している。また、錦絵という性格からか、月岡芳年の『月百姿』などを再板しており、芳年との関係からかあるいは烏合会系に属する画家による木版画作品が多くみられる。明治38年（1905年）6月、明治40年（1907年）、大正2年（1913年）、大正7年（1918年）11月における出版画の目録が残されている。明治43年（1910年）5月に出された「第19回芳年忌」案内状において、発起人に年景、清方、松井栄吉、秋山武右衛門、年英、英朋、桂舟、耕漁、古洞、芳宗、服部年之らの名がみえる。
また、大正3年（1914年）12月には日本橋区室町3丁目9番地において美術木版画会を結成、古版画の名品を出版、画帖を会員に発行している。大正7年の出版画目録のチラシの上包みには百点にも及ぶ複製版画が掲載されている。なお、昭和に入ってから廃業した。

## 作品
- 久保田米僊  『日なみがた』 木版画集 明治34年（1901年）
- 右田年英 『美人十二姿』 大判12枚揃 錦絵 明治34年
- 池田輝方 『江戸の錦』 大判15枚揃 錦絵 明治36年（1903年）
- 右田年英 『日露交戦紀聞』 大判3枚続 錦絵 明治37年（1904年）
- 水野年方 『三井好都の錦』 大判12枚揃 錦絵 明治37年ころ
- 右田年英 『新橋元禄舞』 大判3枚続 明治38年(1905年)
- 池田蕉園 『やへかすみ(八重かすみ)』 大判12枚揃 錦絵 明治39年(1906年)
- 水野年方 『三越好都の錦』 大判12枚揃 錦絵 ※明治40年の目録にあり
- 鰭崎英朋 『大日本少年鑑』 大判3枚揃 錦絵 明治40年